# Eva Zadražilová
Eva Zadražilová (* 20. dubna 1962) je česká komunální politička a bývalá členka Synodní rady Českobratrské církve evangelické, nejvyššího vedení této církve. Vedle těchto dvou pozic je ještě soukromou účetní.
Do obecního zastupitelstva obce Moraveč v okrese Pelhřimov, ve které s manželem postavila dům, se prvně dostala jako nezávislá kandidátka při komunálních volbách konaných roku 2002. Ihned se stala starostkou obce a tuto funkci zastává od té doby neustále (k roku 2016 čtvrté volební období). Zadražilová je členkou Českobratrské církve evangelické, a když se roku 2010 konal Synod této církve, kandidovala Zadražilová do jejího nejvyššího vedení. Ve volbě uspěla a po šestileté funkční období zastávala pozici druhé náměstkyně synodního kurátora. Při dalších volbách (roku 2016) se v církvi objevovaly hlasy, které ji vyzývaly ke kandidatuře na post synodní kurátorky. Zadražilová ale s ohledem na své vytížení funkcí starostky obce i na péči o vlastní rodinu se rozhodla tyto výzvy nevyslyšet a kandidovala opět na post druhé náměstkyně, do níž ji synodálové na dalších šest let zvolili.